# Verfolgungsverjährung (Deutschland)
Die Verfolgungsverjährung verhindert im Strafrecht die weitere Strafverfolgung einer bestimmten Straftat. Sie muss von der Vollstreckungsverjährung, die sich auf bereits rechtskräftige Urteile bezieht, unterschieden werden.

## Allgemeines
Die Verfolgungsverjährung ist von Amts wegen zu beachten. Von besonderer Bedeutung ist die Verfolgungsverjährung in Straf- und Bußgeldsachen, lässt sie doch den Betroffenen straf- bzw. bußgeldfrei ausgehen. Eine Straftat darf dann nicht mehr durch die Strafverfolgungsbehörden verfolgt und nicht mehr zur Anklage gebracht werden, wenn zwischen der Beendigung der Straftat und ihrer Entdeckung ein bestimmter Zeitraum – die Verjährungsfrist – verstrichen ist (vgl. aber unten Ruhen und Unterbrechung der Verjährung).

## Verfolgungsverjährung im Strafrecht
Die Verjährungsfrist ist in § 78 StGB geregelt und beträgt nach Absatz 3:
1. dreißig Jahre bei Taten, die mit lebenslanger Freiheitsstrafe bedroht sind,
2. zwanzig Jahre bei Taten, die im Höchstmaß mit Freiheitsstrafen von mehr als zehn Jahren bedroht sind (z. B. Totschlag, sexueller Missbrauch von Kindern, schwere Brandstiftung),
3. zehn Jahre bei Taten, die im Höchstmaß mit Freiheitsstrafen von mehr als fünf Jahren bis zu zehn Jahren bedroht sind (z. B. einfache Brandstiftung, gefährliche Körperverletzung, Diebstahl mit Waffen, Bandendiebstahl, Wohnungseinbruchdiebstahl),
4. fünf Jahre bei Taten, die im Höchstmaß mit Freiheitsstrafen von mehr als einem Jahr bis zu fünf Jahren bedroht sind (z. B. einfache Körperverletzung, Diebstahl),
5. drei Jahre bei den übrigen Taten (z. B. Hausfriedensbruch).

Mord (§ 211 StGB) verjährt nie (§ 78 Absatz 2 StGB). Dies wurde – als Ergebnis der dritten Verjährungsdebatte vom 29. März 1979 – am 3. Juli 1979 vom Deutschen Bundestag beschlossen. Bis zur zweiten Verjährungsdebatte 1969 betrug die Verjährungsfrist für mit lebenslanger Freiheitsstrafe bedrohte Verbrechen 20 Jahre, für mit mehr als zehn Jahren Freiheitsstrafe bedrohte Verbrechen 15 Jahre.
Andererseits dauerte bis 1974 die Verjährungsfrist auch für Verbrechen, bei denen die Höchststrafe nur fünf Jahre betrug, zehn Jahre; Vergehen verjährten dagegen auch schon dann nach fünf Jahren, wenn die Höchststrafe länger war.
Nach § 5 Völkerstrafgesetzbuch (VStGB) unterliegen die im VStGB enthaltenen Verbrechen nicht der Verfolgungsverjährung.
Gemäß § 78 Absatz 4 StGB richtet sich die Frist nach der Strafdrohung des Gesetzes, dessen Tatbestand die Tat verwirklicht; Schärfungen oder Milderungen nach dem Allgemeinen Teil (z. B. bei Beihilfe) oder für besonders schwere oder minder schwere Fälle führen zu keiner Verlängerung oder Verkürzung der Frist. Dadurch beträgt die Frist auch bei besonders schweren Fällen des Diebstahls (§ 243 StGB) fünf Jahre, obwohl die Höchststrafe hier zehn Jahre beträgt. Eine Ausnahme bilden besonders schwere Fälle Steuerhinterziehung, für die Frist mit dem Jahressteuergesetz 2009 auf zehn Jahre und 2020 auf fünfzehn Jahre verlängert wurde (§ 376 Absatz 1 AO); Anlass der zweiten Verlängerung war der Cum-Ex-Skandal.
Sofern allerdings ein Qualifikationstatbestand vorliegt, richtet sich die Verjährungsfrist nach der dort angedrohten Höchststrafe (vgl. oben schwere Brandstiftung, gefährliche Körperverletzung und Diebstahl mit Waffen, Bandendiebstahl, Wohnungseinbruchdiebstahl).
Der Beginn der Verjährungsfrist ist in § 78a StGB geregelt. Diese beginnt erst, wenn die Tat beendet ist. Dies ist der Fall, wenn der Täter alle Tatbestandsmerkmale erfüllt hat (Vollendung) und das Tatgeschehen abgeschlossen wurde (Beendigung). Beispielhaft ist dies beim Diebstahl dann der Fall, wenn der Täter den Gegenstand in seinen Gewahrsam gebracht und anschließend diesen Gewahrsam gesichert hat.
Das Ruhen der Verjährung ist in § 78b StGB und die Unterbrechung in § 78c StGB geregelt. Gemäß § 78b Abs. 1 Nr. 1 StGB beginnt die Verjährungsfrist bei sexuellem Missbrauch, sexuellem Übergriff, sexueller Nötigung, Vergewaltigung, Herstellung von Kinderpornografie, Misshandlung von Schutzbefohlenen, weiblicher Genitalverstümmelung und Zwangsheirat seit 2015 erst mit Vollendung des 30. Lebensjahrs des Opfers (zuvor mit dem 21., von 1994 bis 2013 mit dem 18.).
Wenn durch eine Gesetzesänderung die Verfolgungsverjährungsfrist verlängert oder deren Ruhen festgelegt, gilt dies oft für alle bisher noch nicht verjährten Taten; bei vor 1975 begangenen Vergehen, die im Höchstmaß mit zehn Jahren Freiheitsstrafe bedroht waren, wurde die Frist allerdings nicht verlängert (Art. 309, Art. 316, Art. 316a EGStGB). Wird dagegen die Höchststrafe erhöht, gilt auch die dadurch bedingte längere Verfolgungsverjährung nur für neue Taten (Rückwirkungsverbot im Strafrecht).
Wird durch eine Gesetzesänderung die Verfolgungsverjährungsfrist verkürzt oder die Höchststrafe herabgesetzt, gilt die Verkürzung auch für vorher begangene Taten (vgl. Verjährungsskandal).
Bei Taten, die im Beitrittsgebiet vor dem 3. Oktober 1995 [sic!] begangen wurden, ist Art. 315a EGStGB zu beachten.
Im Strafgesetzbuch der DDR war die Verfolgungsverjährung in den §§ 82–84 geregelt; sie ruhte, wenn sich der Täter außerhalb der DDR aufhielt.

## Verfolgungsverjährung im Ordnungswidrigkeitenrecht
Die Verfolgungsverjährung im Ordnungswidrigkeitenrecht ist insbesondere im Bereich der Verkehrsordnungswidrigkeiten wegen der Vielzahl der geahndeten Verstöße von besonderer Bedeutung.
Die Verjährungsfrist nach § 31 OWiG beträgt, sofern das Gesetz nichts anderes bestimmt, gemäß § 31 Abs. 2 OWiG:
1. drei Jahre bei Ordnungswidrigkeiten, die mit Geldbuße im Höchstmaß von mehr als 15.000 Euro bedroht sind,
2. zwei Jahre bei Ordnungswidrigkeiten, die mit Geldbuße im Höchstmaß von mehr als 2.500 bis zu 15.000 Euro bedroht sind,
3. ein Jahr bei Ordnungswidrigkeiten, die mit Geldbuße im Höchstmaß von mehr als 1.000 bis zu 2.500 Euro bedroht sind,
4. sechs Monate bei den übrigen Ordnungswidrigkeiten.

Ein besonderer Fall, in dem das Gesetz etwas anderes bestimmt, ist § 26 Abs. 3 StVG: Bei einer Ordnungswidrigkeit nach § 24 Absatz 1 StVG (d. h. bei Verstößen gegen die StVO und StVZO) beträgt die Verfolgungsverjährung drei Monate, solange weder Bußgeldbescheid ergangen noch öffentliche Klage erhoben ist. In diesen Fällen verdoppelt sich die Verjährungsfrist auf sechs Monate. Bei anderen Verstößen, insbesondere Alkohol- und Drogenverstößen gem. §§ 24 a, 24 b, 24 c StVG, richtet sich die Dauer der Verjährungsfrist entsprechend der allgemeinen Vorschrift des § 31 OWiG wieder nach dem Höchstmaß der angedrohten Geldbuße. Dagegen verjähren Steuerordnungswidrigkeiten erst nach fünf Jahren* § 384 AO.
Unter bestimmten Voraussetzungen ruht die Verfolgungsverjährung (§ 32 OWiG).
Die Verfolgungsverjährung kann seitens der Verfolgungsbehörden (Staatsanwaltschaft, Bußgeldbehörde und Gerichte) durch Maßnahmen nach § 33 OWiG, z. B. die erste Vernehmung des Betroffenen, die Anordnung der Bekanntgabe des Bußgeldvorwurfes oder durch richterliche Maßnahmen unterbrochen werden. Nach einer Unterbrechung beginnt die Verjährungsfrist von neuem. Die Unterbrechung der Verfolgungsverjährung kann auch durch Maßnahmen erfolgen, die dem Betroffenen nicht zur Kenntnis gelangen. Deshalb ist immer eine Einzelfallprüfung, möglichst durch einen Rechtsanwalt, geboten.

## Verfolgungsverjährung in anderen Vorschriften
Der Begriff der Verfolgungsverjährung findet sich u. a. in weiteren Gesetzen:
- Gesetz über das Ruhen der Verfolgungsverjährung und die Gleichstellung der Richter und Bediensteten des Internationalen Strafgerichtshofes vom 21. Juni 2002[4] (mit Wirkung vom 26. November 2015 durch § 78b Absatz 6 StGB ersetzt, BGBl. I S. 2025, 2027)

- § 95a Bundesnotarordnung (BNotO); dagegen wird in dem ähnlichen § 15 Bundesdisziplinargesetz der Begriff „Disziplinarmaßnahmeverbot wegen Zeitablaufs“ verwendet.